# 新开河镇 (鞍山市)
新开河镇，是中华人民共和国辽宁省鞍山市台安县下辖的一个乡镇级行政单位。

## 行政区划
新开河镇下辖以下地区：
新开河村、六间房村、高力村、唐屯村、常兴村、康家村、张荒村、金马村、沙坨子村、雷屯村、杜达连泡村、三赵村、王庄村、何谷村、李窑村和南北河湾村。